# Ulvik
Ulvik er en kommune i Vestland fylke, i Norge. Kommunen grænser i nord til Voss og Aurland, i øst til Hol, i syd til Eidfjord, i sydvest til Ullensvang, og i vest til Granvin.
Bygden ligger omkring Hardangerfjordens nordøstlige grene Osafjorden og Ulvikfjorden, og strækker sig langt ind på Hardangervidda, sådan at det nordligste af Hardangerjøkulen, det vestligste af Hallingskarvet, Finse og Hallingskeid er indenfor kommunegrænserne. Byen Ulvik med Brakanes som centrum ligger næsten inderst i Ulvikfjorden med trævare- og møbelindustri og fire hoteller. Jordbruget er præget av frugt- og bærdyrking og fårehold. Riksvei 7 og riksvei 13 går gennem Ulvik. Bergensbanen har ét stop indenfor kommunegrænsen, på Finse station på højfjeldet. Nærmeste stop på Bergensbanen fra Ulvik er alligevel Voss station.
Den norske digter Olav H. Hauge (1908–1994)  var født og bosat i Ulvik.

## Raseringen af Ulvik
Praktisk talt alle bygninger i kommunecenteret Ulvik er nye, efter at stedet blev raseret i april 1940. Det tyske krigsskib M1 under kommando af Hans Bartels  havde natten til 24. februar 1940 sejlet fire danske fiskekuttere i sænk på Dogger Banke i Nordsøen, fordi han mente, de drev spionage. Sytten fiskere omkom, og så sent som i 2006 verserede erstatningssagen mellem danske og tyske myndigheder.
25. april 1940 var Bartels og hans M1 optaget med at landsætte tyske tropper i Granvin, hvorfra de skulle rykke videre op mod Voss. Sammen med fire Schnellboote (= motortorpedobåde) bestemte Bartels sig for at undersøge de nærmeste fjordarme efter skjulte fartøjer. Schnellbootene nåede først frem til Ulvik, og fik der øje på DS San Miguel og DS Eidfjord, samt DS Afrika, der var et tysk malmskib, kapret af nordmændene og interneret i Ulvik. DS Eidfjord var lastet med norsk militært materiel og havde landsat norske tropper, der sammen med lokale frivillige havde lagt sig i midlertidige forsvarsstillinger i og omkring Ulvik. De havde også åbnet bundventilerne på DS Afrika og det norske handelsskib DS San Miguel, så skibene kunne at synke og undgå at komme i tysk tjeneste. Tyskerne satte mandskab om bord i DS San Miguel for at redde skibet. Samtidigt blev der åbnet ild fra norsk hold, uden at kompagnichefen havde givet ordre. Tyskerne flygtede fra DS San Miguel ved at springe i havet og svømmede i panik mod bådene. Flere blev ramt mens de prøvede at svømme i sikkerhed, og en af Bartels' kammerater blev dræbt af et skud i hovedet, mens han lå i vandet. Bartels mente, det var bevæbnede civilister, der skød, og beordrede beskydning af Ulvik, vistnok med ordene: "Fra højre mod venstre, men spar kirken i midten!" Kirken blev derfor stående, men mere end halvtreds huse blev sønderskudt eller brændte ned, medregnet alderdomshjemmet, hvor civile omkom. Bartels' bedrift gav ham tilnavnet der Pirat, mens M1 blev heddende Tiger der Fjorde (= fjordenes tiger). Han blev også tildelt jernkorset af 1. klasse da han forlod M1 i maj 1940. 